# Wiry-au-Mont
Wiry-au-Mont è un comune francese di 125 abitanti situato nel dipartimento della Somme nella regione dell'Alta Francia.

## Società

### Evoluzione demografica
Abitanti censiti